# Synedoida limbolaris
Synedoida limbolaris är en fjärilsart som beskrevs av Charles Andreas Geyer 1825. Synedoida limbolaris ingår i släktet Synedoida och familjen nattflyn. Inga underarter finns listade i Catalogue of Life.